# Pazo Bayón
El Pazo Bayón es una propiedad rústica situada en la parroquia de Bayón (Villanueva de Arosa, provincia de Pontevedra, Galicia, España), dedicada a la producción de vino albariño. El recinto se compone de plantaciones de esta variedad de uva, el pazo que le da nombre a la propiedad, un edificio dedicado a las tareas agropecuarias y un almacén, todos ellos de piedra. El Pazo Bayón alcanzó gran fama por ser la propiedad emblemática del narcotraficante Laureano Oubiña, siendo también un símbolo de la lucha contra el narcotráfico. Actualmente pertenece a la bodega Condes de Albarei.
El terreno cuenta con 287 hectáreas de uva albariña, lo que lo convirtió durante mucho años en la mayor plantación de esta variedad de uva en toda Galicia. En los últimos años perdió este título, aunque sigue siendo la mayor plantación de esta variedad en la comarca de Salnés.

## Historia

### Origen

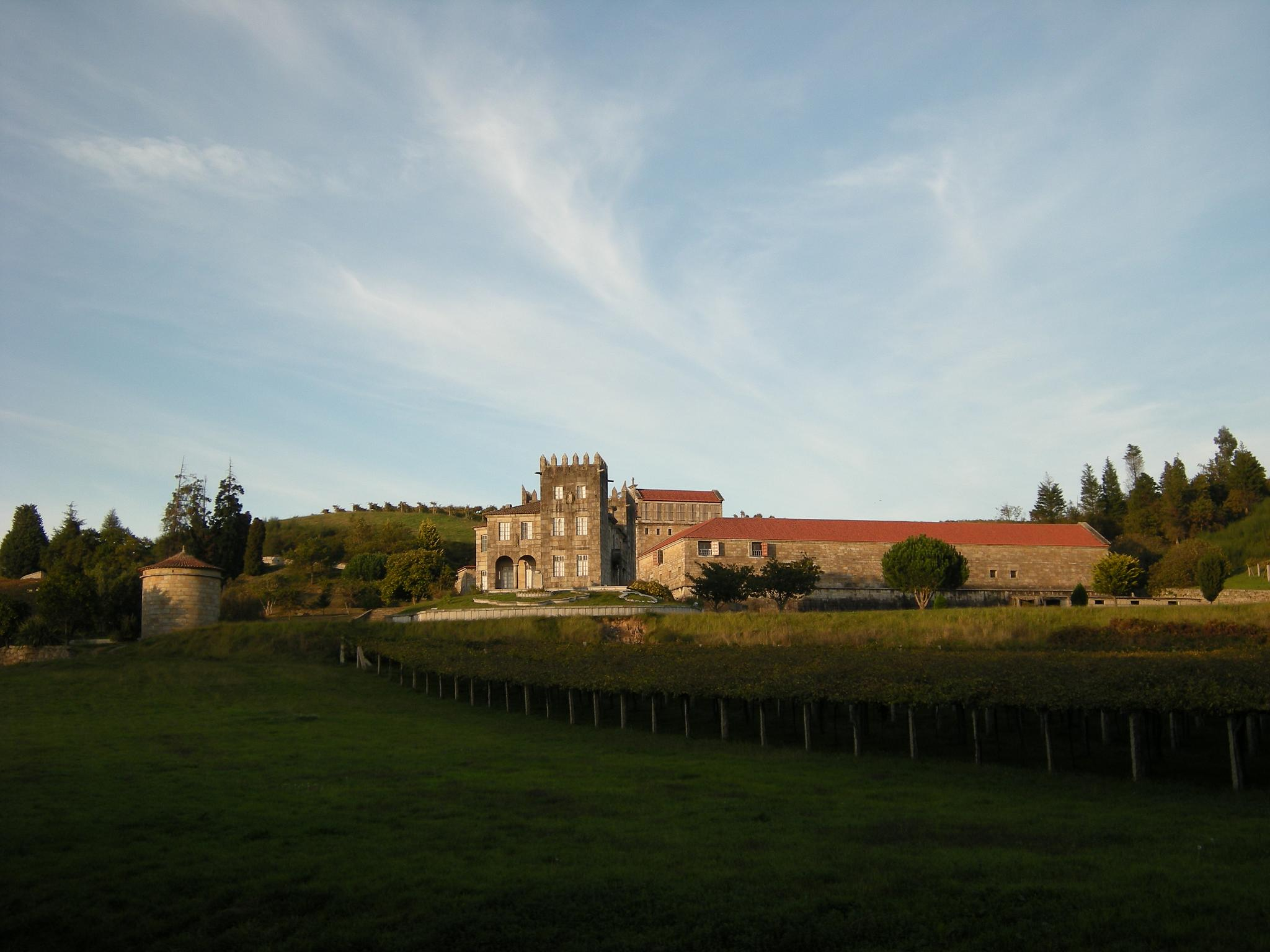
Vista general del Pazo Bayón.

La primera edificación se trataba de una casa-torre de origen medieval, perteneciente a la familia Priegue. El Pazo actual comenzó a edificarse en el año 1928 por Adolfo Fojo Silva, un emigrante que retornó enriquecido de América. Mientras se estaba rehabilitando, se la cedió a su hijo Narciso Fojo y a sus 14 nietos, razón por la cual durante gran parte del siglo se conoció como la Finca de los Fojo.

### Etapa de Laureano Oubiña
La propiedad rústica fue adquirida en el año 1987 por 275 millones de pesetas por una sociedad formada por los contrabandistas Laureano Oubiña, Sito Miñanco y Pablo Vioque, siendo sus titulares reales el matrimonio formado por Laureano Oubiña y su mujer, Esther Lago. El matrimonio, que nunca llegó a instalarse en el Pazo, dejó de lado el cuidado de las parras, lo que ocasionó un descenso de la productividad de los viñedos. Durante esta época se hizo famosa la imagen de madres de drogodependientes, lideradas por Carmen Avendaño, manifestándose a las puertas del inmueble.
Pazo Bayón fue intervenido cinco años después de la Operación Nécora, el 9 de enero de 1995 por parte del juez Carlos Bueren, mientras que el juez Baltasar Garzón procedió a su embargo para hacer frente a la multa de la Operación Nécora, que ascendía a un total de quince millones, y en el transcurso del cual fueron detenidos Laureano Oubiña y su mujer. Pese a todo, solo pudo ser condenado cuatro años después, por motivo de un alijo de quince toneladas de hachís incautados en el barco Regina Maris. Tras esta condena, Oubiña huyó de la justicia, siendo capturado al cabo de trece meses por la Interpol en Grecia.

### Gestión del Estado

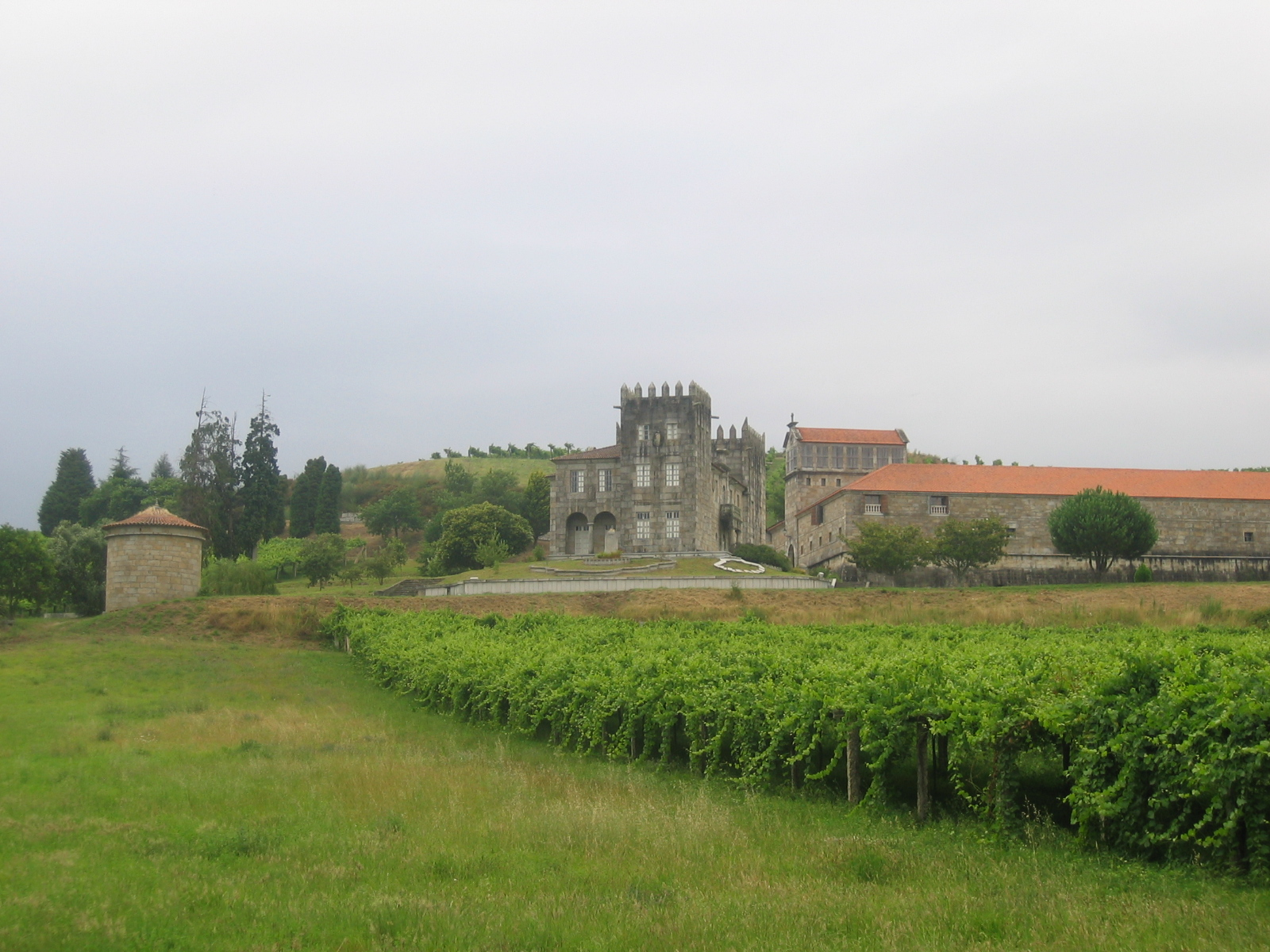

Para evitar la parálisis de la empresa, el Estado español alquiló en 1996 su gestión a la empresa catalana Freixenet, que mantuvo durante trece años su explotación.
Cuando el Estado intentó poner a la venta la finca, Esther y Lara Oubiña, las hijas de Laureano Oubiña, presentaron un escrito ante el Plan Nacional de Drogas en el que alegaban que ya en 2005 habían recurrido el comiso ante el Tribunal de Estrasburgo, cuando contaban con 20 y 18 años respectivamente, por lo que ya eran mayores de edad. El Plan, que tenía previsto comenzar la rueda de negociaciones el 29 de enero de ese año, suspendió su actividad para consultar con la Abogacía del Estado. Las hijas alegaban que el pazo era parte de la herencia de su madre, fallecida en accidente de automóvil en Cambados. Tras un largo proceso en los tribunales, el Tribunal Europeo de Derechos Humanos autorizó la venta.

### Puja
El 9 de noviembre de 2007, la Mesa de Coordinación de adjudicaciones del Plan Nacional sobre Drogas sacó finalmente el Pazo a puja pública, a un precio inicial de 8,7 millones de euros, siendo cuatro las bodegas interesadas en adquirirlo: Freixenet, Marqués de Riscal, bodegas Martín Códax y Condes de Albarei. La oferta fue publicada en el BOE y contenía una serie de requisitos para evitar que en la puja participasen empresas-pantalla de narcotraficantes. Así, las empresas que quisiesen presentar una oferta tenían que acreditar una actividad de cuatro años en el sector vitivinícola, así como una facturación media en los cuatro años previos de al menos cinco millones de euros.

#### Candidaturas
La bodega catalana intentó adquirir la titularidad de las tierra que venía explotando, pero sufrió un duro revés al quedar excluida de la puja tras presentar una puja de once millones de euros, frente a los trece que presentaron los otros tres candidatos. Tras esta decisión, José Ferrer, el presidente de honor de la empresa declaró: "Ellos ofrecieron el máximo que permitía el concurso, pero nosotros, que llevamos más de una década al frente de la gestión del pazo, sabemos que el valor real no es superior a los once millones". Así mismo, vaticinó que con el precio de salida de trece millones de euros que habían hecho las otras tres empresas, el pazo no sería adquirido por menos de quince millones de euros, "cifra difícil de amortizar", según declaró.
Freixenet expresó su voluntad de seguir ligada al negoco del vino albariño a pesar de perder la gestión del Pazo, puesto que la marca más vendida de estos viñedos, Vionta, es propiedad de Freixenet. Los planes de la empresa en el sector pasan por adquirir una bodega en Galicia con la que seguir produciendo el mencionado vino, que ya en gran medida se estaba elaborando con uva de otras fincas. Para afrontar esa inversión, la bodega tiene previsto embolsar el dinero debido por el Plan Nacional de Drogas. En palabras de Ferrer: "Cuando firmamos el contrato de gestión, acordamos que todas las inversiones que realizásemos en maquinaria y nuevas instalaciones deberán ser adquiridas por el nuevo propietario y pagadas a Freixenet".

#### Adjudicación
El 20 de junio de 2008 finalizó el plazo para presentar las ofertas, y el 23 de junio de 2008 se desveló que la ganadora de la puja fue la cooperativa cambadesa Condes de Albarei, que ofreció 15.102.000 euros por la propiedad rústica, frente a los pocos más de trece de los otros dos aspirantes. La compra se formalizó el 16 de julio de 2008, tras la cual la bodega se convirtió en la poseedora del mayor número de hectáreas de albariño de toda la comarca de Salnés.

## Rehabilitación

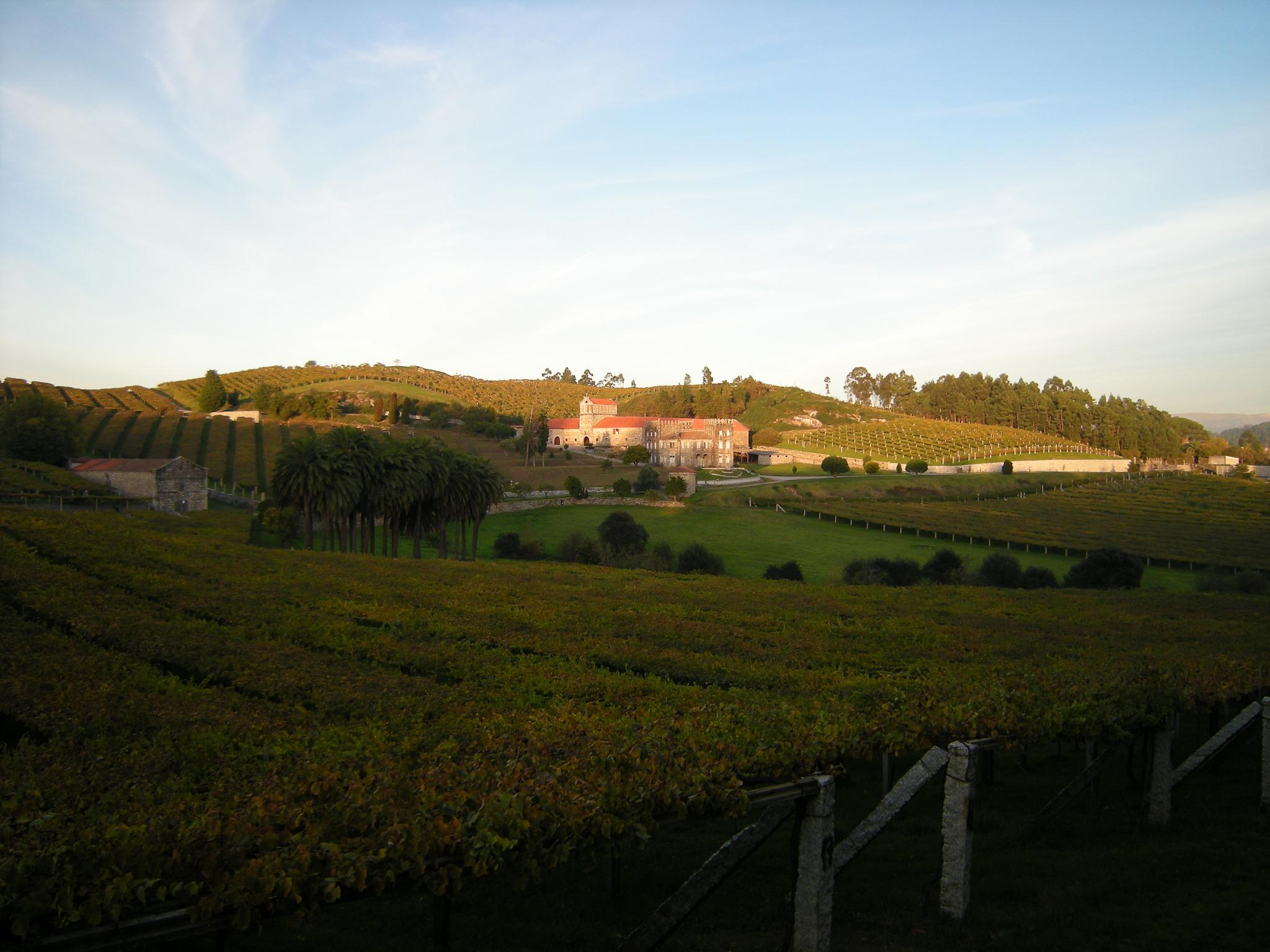

Tras la adquisición del Pazo, la bodega Condes de Albarei inició en septiembre de 2008 una inversión de diez millones de euros para acondicionar los terrenos y hacerlos más rentables. Dentro de este proyecto está el de construir un centro de recepción de visitantes y acondicionar la bodega para elaborar en ella un vino de gama más alta, del que se prevé elaborar 160 000 botellas de vino blanco al año.

### Restauración
Además de invertir para aumentar la rentabilidad de las parras, sus nuevos propietarios planearon rehabilitar todos los edificios de la propiedad. El proyecto de reforma fue obra de César Portela, con la aspiración de convertir el Pazo en un centro de enoturismo que atrajese a 50 000 visitantes al año, y que estuviese operativo en 2010, coincidiendo con el año santo jacobeo.
En junio de 2011 finalizó la primera parte de la reforma, que supuso una inversión de cinco millones de euros, y afectó a 5000 metros cuadrados de edificios y a tres hectáreas de terreno al aire libre. Así, la vieja bodega se convirtió en un salón para eventos, a semejanza del que ya tiene la bodega Condes de Albarei en Castrelo, o Bodegas Martín Códax en su bodega de Vilariño.

### Nueva imagen
Para renovar la imagen del Pazo y alejarla de su vinculación con el narcotráfico, Condes de Albarei convocó un concurso para elegir una nueva imagen de marca, con un jurado compuesto por Isaac Díaz Pardo, César Portela, Antón Patiño, Francisco Leiro y Xosé Manuel Casabella, director de la ETSAC de La Coruña. Tal y como explicó el gerente de la bodega, Xavier Zás: "A esta propiedad hay que hacerle un lavado de cara. Ahora mismo estamos escribiendo una nueva página en la historia del Pazo de Bayón y comenzamos con un concurso de imagen." Para eso, la temática del concurso es libre, si bien no se admitirán diseños que tengan connotaciones con su pasado ligado al narcotráfico. El premio será de 10.000 euros, con dos accésits de 2.000. Díaz Pardo declaró al respecto: "Esto va a ser mucho más que una bodega, va a ser una empresa de prestigio internacional."
Aunque al principio el plazo era de tres meses, el alto número de participantes obligó a atrasar el fallo hasta el 27 de febrero de 2009 . En esa fecha se examinaron las 357 obras propuestas, de las cuales cinco pasaron a la fase final. Los autores de estas obras fueron citados en la bodega para el viernes 2 de abril para explicar los detalles de su propuesta.
El ganador fue el diseñador madrileño Lucas Gil-Turner, con su proyecto Metamorfosis.

## Rehabilitación de drogodependientes
El contrato de venta recogía que el adquiriente debía dar trabajo durante los quince próximos años a un porcentaje de drogodependientes en proceso de rehabilitación, con el objetivo de facilitar su incorporación al mercado laboral. Esta cláusula se plasmó en la vendimia de 2008 con ocho personas empleadas por esta vía, siete hombres y una mujer.
Otro compromiso adquirido por la bodega fue destinar el 5% de la facturación anual del Pazo a programas de prevención, tratamiento y reinserción de drogodependientes durante el mismo periodo de quince años.

## Premios
La Asociación Galega de Xornalistas e Escritores de Turismo (Agaxet) eligió el albariño del Pazo como el mejor producto de 2010. El galardón fue entregado el 2 de marzo de 2011, en la gala del Turismo y la Gastronomía de Galicia, que tuvo lugar en el Auditorio Novacaixagalicia de Pontevedra.

## El Pazo en el cine
El Pazo Bayón fue escenario de la película Heroína, de Gerardo Herrero, que narra la lucha de madres de drogodependientes para acabar con la impunidad de los narcotraficantes en la Galicia de los años ochenta, basándose en la figura de Carmen Avendaño.